# It's Oh So Quiet

It's Oh So Quiet est une chanson interprétée en 1951 par Betty Hutton sur des paroles anglaises de Bert Reisfeld (en). Il s'agit d'une reprise de Und jetzt ist es still interprétée en 1948 par Harry Winter, sur des paroles allemandes de Erich Meder et une musique de Hans Lang.
Elle a été reprise en 1995 par Björk sur l'album Post et en single. La reprise de Björk reste l'une de ses chansons les plus connues et sa meilleure vente en single (atteignant notamment une quatrième place des ventes au Royaume-Uni, où il fut disque d'or).

## Clip
Le clip de la reprise de Björk, réalisé par Spike Jonze, largement inspiré des comédies musicales, a également eu un grand succès, notamment auréolé d'un MTV Video Music Award en 1996. C'est en visionnant ce clip que Lars von Trier eut la volonté de demander à Björk de jouer le rôle principal de son film Dancer in the Dark.

## Autres reprises
C'est grâce à cette chanson que Lisa Ekdahl s'est fait connaître, en la reprenant également en 1997 dans l'album When Did You Leave Heaven. Cette version a été utilisée et popularisée par une publicité pour le parfum Anaïs Anaïs de Cacharel. Elle figure aussi sur l'album Heaven, Earth and Beyond.
Une version française avec paroles de Géo Bonnet, Tout est tranquille, a été chantée en 1949 par Ginette Garcin et Jean Marco avec l'Orchestre de Jacques Hélian. La chanson a été reprise en 1951 par Henri Salvador avec l'Orchestre de Jo Boyer.